# Universitatea Paris Cité
Universitatea Paris Cité (în franceză Université Paris Cité) este o universitate publică din Paris, Franța. A fost creat în 2019 prin fuziunea Université Paris-Descartes și a Université Paris-Diderot.
Universitatea este formată din trei facultăți:
- Facultatea de Sănătate (la Faculté de Santé)
- Facultatea de Științe Sociale și Umaniste (la Faculté des Sociétés et Humanités)
- Facultatea de Științe ale Naturii (la Faculté des Sciences)